# Clément Mathieu (évêque)
Pour les articles homonymes, voir Clément Mathieu et Mathieu.
Clément Mathieu, né le 18 mars 1882 à Hasparren (Pyrénées-Atlantiques) et décédé à Dax (Landes) le 25 mars 1963, est un prélat catholique français, évêque d’Aire et Dax de 1930 à 1963.

## Biographie
Clément Mathieu est ordonné prêtre le 15 juillet 1906, et est vicaire de l’église Saint-Martin de Biarritz. Il devient ensuite directeur du grand séminaire de Bayonne, puis supérieur du petit séminaire d’Ustaritz.
Il devient vicaire général de Bayonne et reçoit la charge d’évêque d’Aire le 12 septembre 1931. Il est sacré en la cathédrale Sainte-Marie de Bayonne le 28 octobre 1931 par Mgr Gieure.
Il meurt à Dax le 25 mars 1963 (fête de l'Annonciation).

## Distinction
- Chevalier de la Légion d'honneur (31 juillet 1953)[3]

## Blasonnement
« D'or à un chêne arraché de sinople futé de sable surmonté d'une croix latine de gueules issante de l'arbre accostée en chef de deux étoiles d'azur ».